# Eva Neïman
Eva Neïman (Єва Нейман, translittération anglophone : Eva Neymann) est une réalisatrice et scénariste ukrainienne, née en 1974 à Zaporijia, en Ukraine. Élève de Kira Mouratova, elle a réalisé un premier long-métrage remarqué, Au bord de l'eau (Біля річки, At the river).

## Biographie
Après avoir étudié le droit, Eva Neïman étudie à la Deutsche Film- und Fernsehakademie Berlin (German Film and Television Academy Berlin, DFFB), d'où elle sort diplômée en réalisation. Élève de Kira Mouratova, elle adapte Au bord de l'eau d'après deux nouvelles de Friedrich Gorenstein.

## Filmographie

### En tant queréalisatrice
- 1998 : Les Chrysanthèmes jaunes (Хризантемы в жёлтом), court métrage
- 2000 : Chronique d'un adieu (Хроника прощания), court métrage
- 2001 : Zamri, Otomri (Замри, Отомри), court métrage
- 2004 : Toujours la même histoire… (Все по-старому), documentaire
- 2005 : Voir la mer (Das Meer sehen, Увидеть море), épisode de la série documentaire Fremde Kinder
- 2006 : La Voie de Dieu (Пути Господни, Wege Gottes), documentaire.
- 2007 : Au bord de l'eau (Біля річки, At the river), fiction sélectionnée aux festivals de Rotterdam et de Londres. Mention au Festival de Moscou 2007.
- 2012 : La Maison à la tourelle (дом с башенкой), d'après le roman de Friedrich Gorenstein.
- 2015 : Cantique des Cantiques (Песнь песней)
- 2021 : Pryvoz (documentaire sur le marché Pryvoz), présenté au Sheffield DocFest (en), au Festival du film de Cracovie et à Doclisboa[2],[3]

### En tant quescénariste
- 2005 Toujours la même histoire… (Все по-старому), documentaire
- 2006 Wege Gottes, documentaire.

### En tant quechef opérateuretmonteur
- 2005 Toujours la même histoire… (Все по-старому), documentaire
- 2007 Au bord de l'eau (Біля річки, At the river), fiction sélectionnée aux festivals de Rotterdam et de Londres. Mention au Festival de Moscou 2007.
- 2012 La Maison à la tourelle (дом с башенкой)